# Stirothrinax knudseni
Stirothrinax knudseni är en tvåvingeart som beskrevs av Mayer 1953. Stirothrinax knudseni ingår i släktet Stirothrinax och familjen Pyrgotidae.
Artens utbredningsområde är Costa Rica. Inga underarter finns listade i Catalogue of Life.